# Páll Jónsson (Bischof)

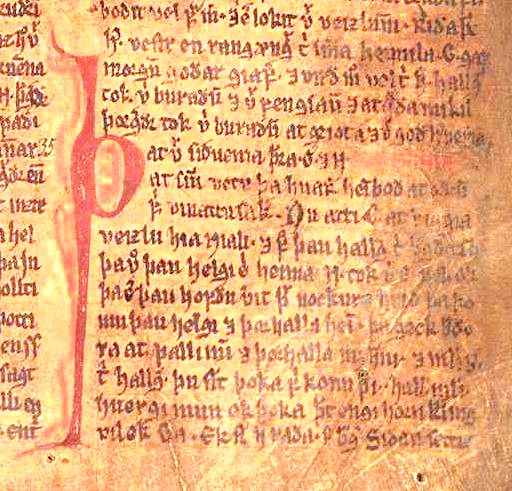
Isländisches mittelalterliches Manuskript Mörðuvallabók

Páll Jónsson (* 1155; † 29. November 1211) war Bischof von Skálholt im Süden Islands.
Er war ein uneheliches Kind des einflussreichen Goden Jón Loftsson und wuchs zusammen mit dessen Ziehsohn Snorri Sturluson in Oddi auf. Später setzte er seine Studien in England fort und wurde anschließend Bauer auf dem Hof Skarð im Bezirk Landsveit in Südisland.

## Wirken des Bischofs
Im Jahre 1195 wurde er zum Bischof von Skálholt geweiht. Berühmtheit erlangte er vor allem als Ästhet, der sowohl die dortige Kirche ausschmücken, als auch Kostbarkeiten für sich und als Geschenke für einflussreiche Freunde anfertigen ließ.
Unter diesen Kunstwerken war auch ein kunstvoll verzierter Steinsarkophag, eine damals unerhörte Kostbarkeit in Island.
Als sehr gebildeter Mensch beauftragte er die Anfertigung von Manuskripten.
Schließlich veranlasste er die Heiligsprechung seiner Vorgänger im Amte Þorlákur Þórhallsson, Bischof von Skálholt, und Jón helgi, Bischof von Hólar in Nordisland.

## Der Sarkophag
Lange hatte man die Geschichte des Sarkophags für eine Sage gehalten. Aber als man im August 1954 im Friedhof von Skálholt Ausgrabungen durchführte, fand man tatsächlich einen solchen. Man nahm an, es sei der des Bischofs Páll, da man nie von einer anderen Person in Island gehört hatte, die sich in einem Sarkophag hätte begraben lassen.
Als er am 30. August 1954 geöffnet wurde, fand man in ihm das Skelett eines Mannes (des Bischofs?) und Reste eines Bischofsstabes.
Den Sarkophag kann man in der Krypta der heutigen Domkirche von Skálholt besichtigen.